# 田中茂 (参議院議員)
田中 茂（たなか しげる、1957年11月27日 - ）は、日本の政治家。参議院議員（1期）を務めた。

## 来歴
福岡県生まれ、佐賀県武雄市出身。武雄市立武雄小学校、武雄市立武雄中学校、佐賀県立武雄高等学校、クレイトン大学教養学部政治学科卒業。
広告代理店東急エージェンシー勤務を経て、1987年に中曽根康弘（第71 - 73代内閣総理大臣）事務所に入所。1993年12月より、中曽根の秘書、公設第一秘書、政策秘書を務める。
2010年7月の第22回参議院議員通常選挙にみんなの党公認で比例区から立候補したが、落選した。2014年3月に同党から当選していた藤巻幸夫が死去したことに伴い、同選挙におけるみんなの党比例区名簿にて、11位となっていた田中を繰り上げ当選とすることが、同年3月28日に行われた中央選挙管理会の選挙会で決定した（みんなの党の獲得議席数は7でその時点までで8位から10位の3人が既に繰り上げ当選していたため11位の田中が当選となった）。同月31日に当選の旨が告示され、参議院議員に就任した。
2014年11月、みんなの党が解党。翌12月、参議院会派日本を元気にする会の設立に参加した。2015年1月、日本を元気にする会が政党として届出られたが、これには加わらず、無所属議員として参議院会派「日本を元気にする会・無所属会」に所属した。
2016年1月6日、元気会が参議院で維新の党との統一会派「維新・元気の会」を結成した際に、会派を離脱した。同年2月3日、参議院の自由民主党会派に入会。同年7月の参議院選挙には出馬しなかった。
任期満了後一般社団法人アジア太平洋ネットワークフォーラム理事長に就任。

## 政策
- 選択的夫婦別姓に反対[12]。